# Liste der Naturdenkmale in Mehring (Mosel)
Die Liste der Naturdenkmale in Mehring nennt die im Gemeindegebiet von Mehring ausgewiesenen Naturdenkmale (Stand 3. Juni 2024).

## Naturdenkmale
| Nr.         | Bezeichnung         | Lage                         | Beschreibung  | Bild                                    |
| ----------- | ------------------- | ---------------------------- | ------------- | --------------------------------------- |
| ND-7235-456 | Eibe bei der Kirche | Kirchstraße, vor Nr. 12 Lage | Taxus baccata | Direkt Bild zu diesem Denkmal hochladen |